# Wilhelm Luther (Altphilologe)
Wilhelm Luther (* 11. Januar 1910 in Erdmannrode, Hessen; † 3. Oktober 1976 in Malia auf Kreta) war ein deutscher Klassischer Philologe und Fachdidaktiker.

## Leben
Wilhelm Luther studierte Klassische Philologie und Philosophie an der Universität Göttingen, wo ihn besonders der Neutestamentler Walter Bauer und der Philologe Hermann Fränkel prägten. 1933 schloss Luther sein Studium mit der Promotion ab. Kriegsdienst und Gefangenschaft unterbrachen seine Laufbahn von 1939 bis 1947.
Von 1953 bis 1975 war Luther Direktor des Gymnasiums Philippinum Marburg. Gleichzeitig war er Vorsitzender des wissenschaftlichen Prüfungsamtes und Lehrbeauftragter für Didaktik der alten Sprachen, Pädagogik und Philosophie an der Philipps-Universität Marburg, die ihn 1962 zum Honorarprofessor ernannte. Wilhelm Luther starb am 3. Oktober 1976 während einer Reise in Malia auf Kreta.
Wilhelm Luther beschäftigte sich mit der antiken Philosophie und der Didaktik der alten Sprachen. Seit den 50er Jahren beteiligte er sich neben seiner Lehrtätigkeit durch zahlreiche Aufsätze und Vorträge an der Reform des altsprachlichen Unterrichts.